# Травнева ніч, або Утоплена (фільм)
«Травнева ніч, або Утоплена» (рос. Майская ночь, или Утопленница) — радянський повнометражний кольоровий художній стереофільм-казка, поставлений на Кіностудії ім. М. Горького в 1952 році режисером Олександром Роу за мотивами однойменною повістю М. В. Гоголя. Прем'єра фільму в СРСР відбулася 31 жовтня 1952 року.

## Сюжет
Син впертого сільського голови ніяк не може отримати батьківської згоди на вінчання з простою козачкою. На допомогу парубку несподівано приходить «нечиста сила»…

## У ролях
- Микола Досенко —  Левко
- Тетяна Конюхова —  Ганна
- Лілія Юдіна —  Панночка
- Олександр Хвиля —  Голова
- Емма Цесарська —  своячка
- Антон Дунайський —  винокур
- Георгій Мілляр —  писар
- Георгій Гумільовський —  каленик
- Габріель Нелідов —  пасічник
- Галина Григор'єва —  мачуха
- Василь Бокарєв —  сотник
- Олександр Жуков —  Карпо

## Знімальна група
- Сценарій — Костянтин Ісаєв
- Постановка — Олександра Роу
- Оператор — Гавриїл Єгіазаров
- Режисер-монтажер — Ксенія Блінова
- Композитор — Сергій Потоцький